# Obława (film 1984)
Obława (org. Cane arrabbiato) – utrzymany w konwencji westernu włoski film akcji z 1984 roku w reż. Fabrizio De Angelisa.

## Opis fabuły
Arizona lat 80 XX w. Pewien młody kowboj dokonuje zakupu dwóch koni wyścigowych. Podczas odprowadzania ich do miejsca przeznaczenia, zostaje na prerii zatrzymany przez lokalnego właściciela ziemskiego Robesona, który odbiera mu konie twierdząc, że należą do niego i że zostały mu one skradzione. Kowboj bezskutecznie usiłując udowodnić, że zwierzęta są jednak jego własnością, popada w konflikt z prawem. Podczas bijatyki z ludźmi Robesona zostaje aresztowany na jego ranczu przez miejscowego szeryfa, postawiony przed sądem i skazany na karę więzienia. W lokalnym zakładzie karnym trafia pod kuratelę psychopatycznego naczelnika i jego ludzi. Zarówno naczelnikowi, jak i jego strażnikom-zbirom nie udaje się złamać kowboja. Wkrótce kowboj ucieka z zakładu. Porywa Robesona, który wiedziony sympatią do niezłomnego, młodego człowieka, nieoczekiwanie zaczyna mu pomagać. Dzięki Robesonowi i pomocy byłego współwięźnia, zbiegowi udaje się dotrzeć do sprzedawcy koni, który jest w stanie odnaleźć rachunek sprzedaży i zaświadczyć, że konie legalnie należą do kowboja. Odbywa się to w momencie kiedy zbiega dopada policyjna obława z naczelnikiem więzienia na czele. Naczelnik nie ma wyjścia, wobec udokumentowania sprzedaży koni, musi puścić wolno kowboja. Ten, w towarzystwie szeryfa, powraca na farmę Robesona i odbiera swoją własność.

## Obsada aktorska
- Ethan Wayne – kowboj
- Ernest Borgnine – Robeson
- Henry Silva – naczelnik więzienia
- Bo Svenson – szeryf
- Raimund Harmstorf – strażnik więzienny
- Terry Lynch – córka Robesona

i inni.